# Ernst Jakobsson
Gustaf Ernst Wilhelm Jakobsson, född 6 februari 1896 i Karlstad, död 3 september 1966 i Paris, var en svensk militär.

## Biografi
Ernst Jakobsson var son till domprosten Gustaf Jakobsson. Efter studentexamen i Karlstad 1914 genomgick Jakobsson Artilleri- och ingenjörshögskolans högre kurs 1920–1922. Han tjänstgjorde vid luftvärnsförsök 1925–1926, studerade vid franska Krigshögskolan 1926–1928, tjänstgjorde vid Generalstaben 1929–1932 och genomgick kurs vid Artilleriets skjutskola 1932.
Jakobsson blev fänrik vid Upplands artilleriregemente (A 5) i Uppsala 1916, kapten i Göta artilleriregemente (A 2) i Göteborg 1931, major vid luftvärnet 1939, överstelöjtnant och chef för Skånska luftvärnskåren (Lv 4) i Malmö 1942, överste vid luftvärnet 1947 och överste vid Försvarsstaben 1951. Han var militärattaché i Paris 1951–1956.
Jakobsson var på grund av sin ansiktsfärg känd under öknamnet "Röde Jakob". År 1992 uppkallades Röde Jakobs väg i Malmö efter honom, men efter protester från Lv 4:s kamratförening och efterlevande släktingar ändrades namnet 1995 till Ernst Jakobssons gata. Han är begraven på Västra kyrkogården i Karlstad.

## Utmärkelser
- Riddare av Svärdsorden, 1937.
- Kommendör av andra klass av Svärdsorden, 6 juni 1951.[2]
- Kommendör av första klass av Svärdsorden, 5 juni 1954.[3]